# Palawa kani
Le palawa kani est une langue reconstituée créée comme une renaissance générique, à partir de mots répertoriés et conservés des langues de Tasmanie éteintes, parlées par les  Aborigènes de Tasmanie,. Palawa kani est le nom que donnent les locuteurs à la langue aborigène tasmanienne. 

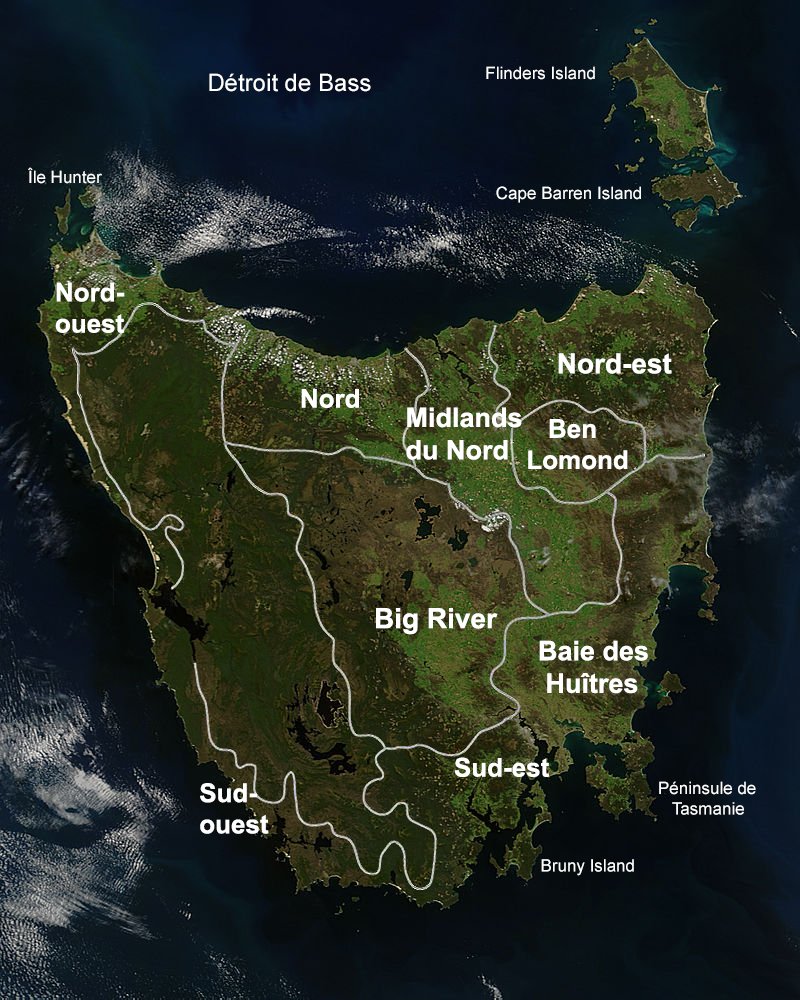
Carte illustrant approximativement les territoires ethniques de la Tasmanie pré-coloniale.

Les langues tasmaniennes originelles ont décliné après la colonisation britannique de la Tasmanie, et la guerre noire. Le dernier locuteur natif est mort en 1905. Afin de récupérer autant que possible la culture tasmanienne originelle, des efforts ont été déployés afin de reconstruire une langue pour la communauté autochtone. 
En 1972, Robert M. W. Dixon et Terry Crowley ont enquêté sur la possibilité de la reconstruction d'une langue tasmanienne à partir de données existantes dans le cadre d'un projet financé par l'Institut australien d'études autochtones. Cela comprenait une interview de deux petites-filles de Fanny Cochrane Smith, qui a fourni cinq mots, une phrase et une chanson courte.

## Histoire
Le programme palawa kani a été lancé en 1992 dans le cadre d'un programme de récupération linguistique financé par le Commonwealth et à l'échelle nationale. L'intérêt du Commonwealth pour le maintien et la revitalisation des langues autochtones faisait partie d'un effort mondial plus vaste. Un point de comparaison est la langue des peuples Wampanoag du Massachusetts, reprise en grande partie par le membre de la tribu Jessie Little Doe Baird. De nombreux efforts de récupération dans le monde impliquent des programmes d'immersion linguistique, comme ceux qui ont débuté dans les années 1980 pour les Maoris. Alors que le projet initial devait être géré conjointement par la communauté autochtone et Riawunna, le « Centre pour l'Éducation Aborigène de l'Université de Tasmanie », le programme palawa kani aurait finalement été géré presque exclusivement par le biais du Centre (TAC), une organisation communautaire éminente et puissante. Le projet a été financé par le programme d'appui aux langues autochtones du gouvernement australien (et de ses prédécesseurs) et a bénéficié d'un financement substantiel.

## Supports du projet
Le projet utilise diverses sources en tant que support telles que : 
- le journal de George Augustus Robinson
- les archives de l'expédition française d'Entrecasteaux de 1793
- des listes de mots compilées par Brian Plomley
- les recueils de Fanny Cochrane Smith, faisant partie des derniers locuteurs natifs

## Exemples

### Expressions de base[9],[10]
| Palawa kani   | Français         |
| ------------- | ---------------- |
| Ya pulingina  | Salut, bienvenue |
| Nayri nina-tu | Merci            |
| Wulika        | Au revoir        |

### Phrases[12]
| Ya pulingina milaythina mana mapali tu                     | Salutations à vous tous ici sur notre terre                                              |
| Mumirimina laykara milaythina mulaka tara                  | C’est ici que les Mumirima ont chassé le kangourou sur leurs terres                      |
| Raytji mulaka mumirimina                                   | C'est ici que les hommes blancs ont chassé les Mumirima                                  |
| Mumirimina mapali krakapaka laykara                        | Beaucoup de Mumirima sont morts en courant                                               |
| Krakapaka milaythina nika ta                               | Morts ici sur leurs terres                                                               |
| Waranta takara milaythina nara takara                      | Nous marchons là où ils marchaient autrefois                                             |
| Waranta putiya nayri                                       | Et leur absence nous désole                                                              |
| Nara laymi krakapaka waranta tu manta waranta tunapri nara | Mais ils ne seront jamais morts pour nous aussi longtemps que nous nous en souviendrons. |
| Tapilti ningina mumara prupari patrula                     | Va chercher un peu de bois et mets-le sur le feu                                         |

### Mots divers[11]
- Raytji : homme blanc, européen
- Tuylini : canoe en écorce filandreuse[5]>
- Mina: je, moi
- Nina: tu, il/elle
- Waranta: nous, vous
- nara-mapali: ils
- mana: mon
- nanya: ton, his/her
- mana-mapali: notre, votre
- nika: leur
- kani : langue, language
- kaparunina : thylacine, tigre de Tasmanie[13]
- katin : nombre (nom)
- katina : plage
- kitana : petite fille
- kunnikung : face de truie
- lakri : fougère arborescente
- laymi : jamais
- luna : femme
- lutana : lune
- luwana : fille
- luwutina : enfant
- luyni : pierre, rocher
- mapali : beaucoup, plusieurs
- milaythina : terre
- muka : mer
- mukra : chien
- munawuka : poulet
- mungalina : pluie
- nala : terre
- nayri : bon, joyeux
- nika : ça, cela
- nuyina : esprit
- oanyi : arc-en-ciel
- pakana : peuple
- palawa : autochtone tasmanien
- payathanima : wallaby
- pliri : garçon
- poatina : caverne
- purinina : diable de Tasmanie
- putiya : non, pas
- rayakana : chanson
- redpa : moustique
- ringina : terrier (nom)
- rrala : type, sorte
- temma : cabane, abri
- timita : opossum
- tiya : excréments (vulgaire)
- tiyuratina : vent
- warina : un type de mollusque
- waylitja : perroquet
- waypa : homme
- wura : canard
- wurangkili : ciel
- yula : puffin à bec grêle

### Verbes
- kipli : manger
- krakapaka : mourir
- laykara : courir
- liyini : chanter
- makara : arrêter
- mulaka : chasser
- ningina : obtenir
- takara : marcher
- tapilti : aller
- tunapri : comprendre, savoir (sens 1), se rappeler (sens 2)
- yangina : nager
- kanaplila : danser

### Toponymes
- Kunanyi : Wellington
- Takayna : Tarkine
- Kanamaluka : Tamar
- Titima : Trefoil Island
- Nipaluna: Hobart[14]

### Anthroponymes[5]
- Trukanini : Truganini
- Manalakina : Mannalargenna
- Wurati : Woorrady

### Numération[11]
pama : 1
paya : 2
luwa : 3
wulya : 4
mara : 5
nana : 6
tura : 7
pula : 8
tali : 9
kati : 10
pamakati : 11
payakati : 12
luwakati : 13
payaka : 20
luwaka : 30
wulyaka : 40
pamaki : 100
payaki : 200
luwaki : 300
wulyaki : 400
maraki : 500
nanaki : 600
turaki : 700
pulaki : 800
taliki : 900
pamaku : 1000
payaku : 2000
luwaku : 3000
wulyaku : 4000
maraku : 5000
nanaku : 6000
turaku : 7000
pulaku : 8000
taliku : 9000